# Europol Analysis System
Das Europol Analysis System (EAS) ist ein von Europol betriebenes Fusion Center. Neben dem Secure Information Exchange Network Application (SIENA), dem Europol Information System (EIS) und der Europol Platform for Experts (EPE) wird das EAS in einem Bericht des Europarats vom Januar 2015 als Kernapplikation Europols bezeichnet,:S. 36 obwohl sich das EAS zu diesem Zeitpunkt nach Angaben von Netzpolitik.org erst im Aufbau befand. Hauptaufgaben des EAS sind die operative und strategische Analyse von verschiedenen Datenquellen.
Der Datenpool wird von ca. 100 festangestellten Datenanalysten bei Europol ausgewertet. Sie erzeugen verschiedene Produkte, mit denen Europol teilnehmende Polizeibehörden informiert, darunter:
- Das Serious and Organised Crime Threat Assessment (SOCTA) zur Information über organisierte Kriminalität
- Das Internet Organised Crime Threat Assessment (IOCTA) mit Informationen über Cyberkriminalität
- Der EU Terrorism Situation and Trend Report (TE-SAT) bietet einen Überblick über fehlgeschlagene, abgewehrte und durchgeführte terroristische Taten
- Das Scanning, Analysis and Notification (SCAN) Team liefert frühe Warnungen vor dem organisierten Verbrechen

Die Analysten arbeiten im Rahmen von früher auch als Focal Points („Brennpunkte“) bezeichneten Analyseprojekten (AP), von denen 29 auf der Europol-Webseite aufgeführt werden.

## Funktion
Das System besteht aus den Analysedateien sowie den Werkzeugen, mit denen die Analyse durchgeführt wird. Hinzu kommen Programmwerkzeuge, mit denen spezielle Funktionen wie future-forecasting and scenario techniques (Zukunftsprognose und Szenariotechniken) bewerkstelligt werden sollen. Die Daten können Finanztransaktionen betreffen und sollen zusätzlich auf Daten des Schengener Informationssystems sowie weiterer Datenquellen, darunter auch öffentlich zugänglicher, kommerzieller Datenbanken wie Facebook oder Twitter zugreifen. Die Ausweitung eben dieser Datenquellen sowie von Technologien zur Verfolgung Verdächtiger, beispielsweise des European Tracking Systems ist eines der von Europol verfolgten Ziele.

## Deutschland und die Datenanalyse
Die deutsche Gesetzgebung verbietet deutschen Polizeibehörden bestimmte Verfahrensweisen und Methoden, die durch Europol eingesetzt werden sollen. Gleichzeitig bezeichnete sich Deutschland 2015 als „zweitstärkster Nutzer“ von Europols Werkzeugen. In einer Detaillierung wird als wichtigster Anteil das EIS benannt, gleichzeitig aber das EAS nicht ausgeschlossen.